# جو أستلي
جو أستلي (بالإنجليزية: Joe Astley)‏ (1 أبريل 1899 - 1967) هو لاعب كرة قدم بريطاني (وحمل سابقاً جنسية المملكة المتحدة لبريطانيا العظمى وأيرلندا) في مركز الظهير. لعب مع مانشستر يونايتد.